# Villanueva de las Manzanas
Villanueva de las Manzanas ist ein Ort und eine nordspanische Gemeinde mit 502 Einwohnern (Stand: 2024) in der Provinz León und der Region Kastilien-León. Neben dem Hauptort Villanueva de las Manzanas besteht die Gemeinde aus den Ortschaften Palanquinos, Riego del Monte und Villacelama.

## Lage und Klima
Villanueva de las Manzanas liegt etwa 18 Kilometer südsüdöstlich von León im Nordwesten der Iberischen Meseta in einer Höhe von ca. 780 m. Durch die Gemeinde führt die Autovía A-231.
Das Klima im Winter ist rau, im Sommer dagegen trocken und warm; der Regen fällt überwiegend im Winterhalbjahr.

## Bevölkerungsentwicklung
| Jahr      | 1970 | 1981 | 1991 | 2001 | 2011 | 2021 |
| Einwohner | 1218 | 802  | 677  | 591  | 525  | 492  |

Aufgrund der durch die Mechanisierung der Landwirtschaft und der Aufgabe von bäuerlichen Kleinbetrieben ausgelösten Landflucht ist die Bevölkerung des Dorfes seit der Mitte des 19. Jahrhunderts kontinuierlich gewachsen.

## Sehenswürdigkeiten
- Johannes-Enthauptung-Kirche in Villanueva de las Manzanas
- Kirche Verkündigung des Herrn in Palanquinos
- Kirche von Villacelama
- Johannes-der-Täufer-Kirche von Riego del Monte

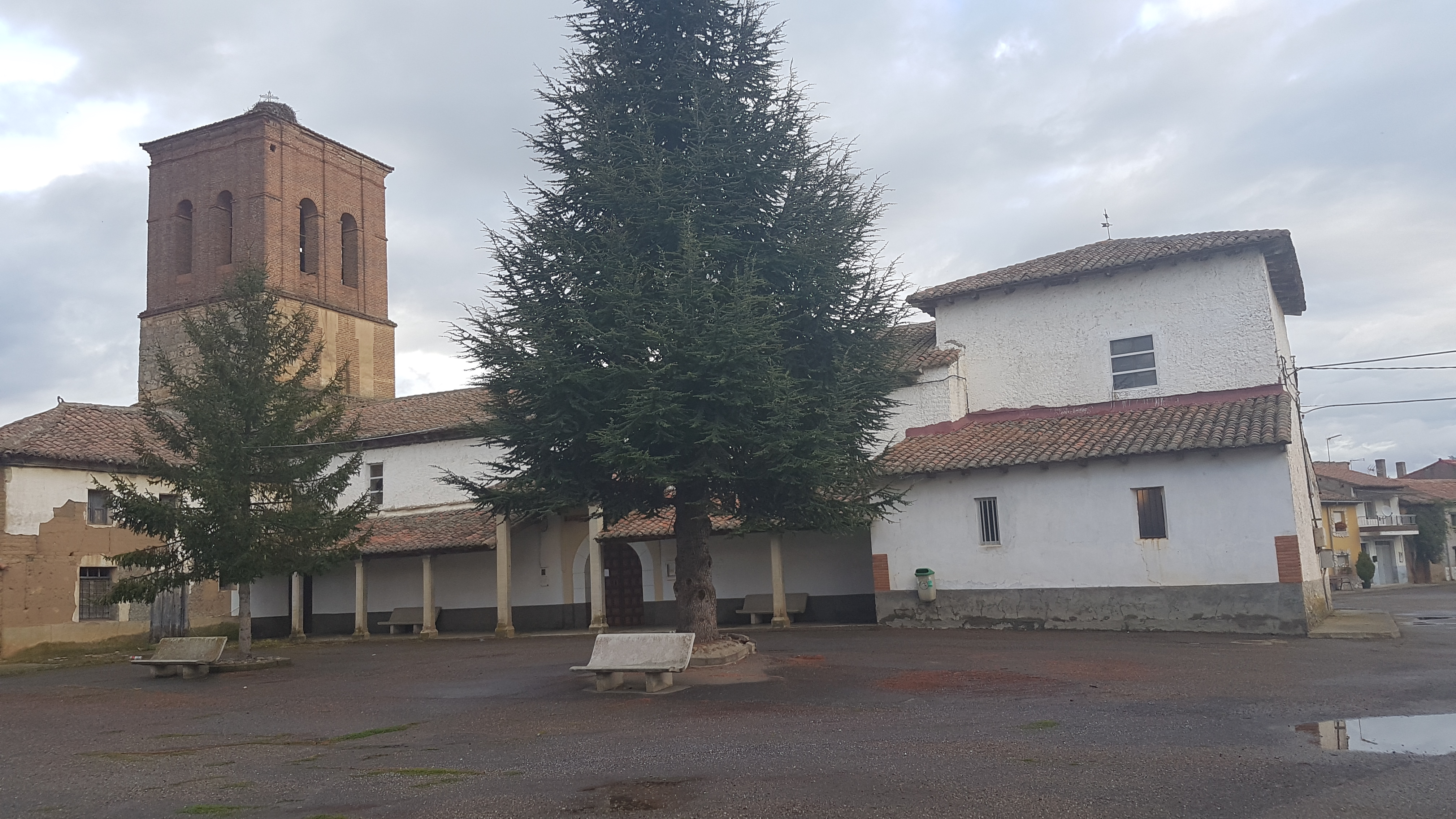
Kirche Johannes Enthauptung
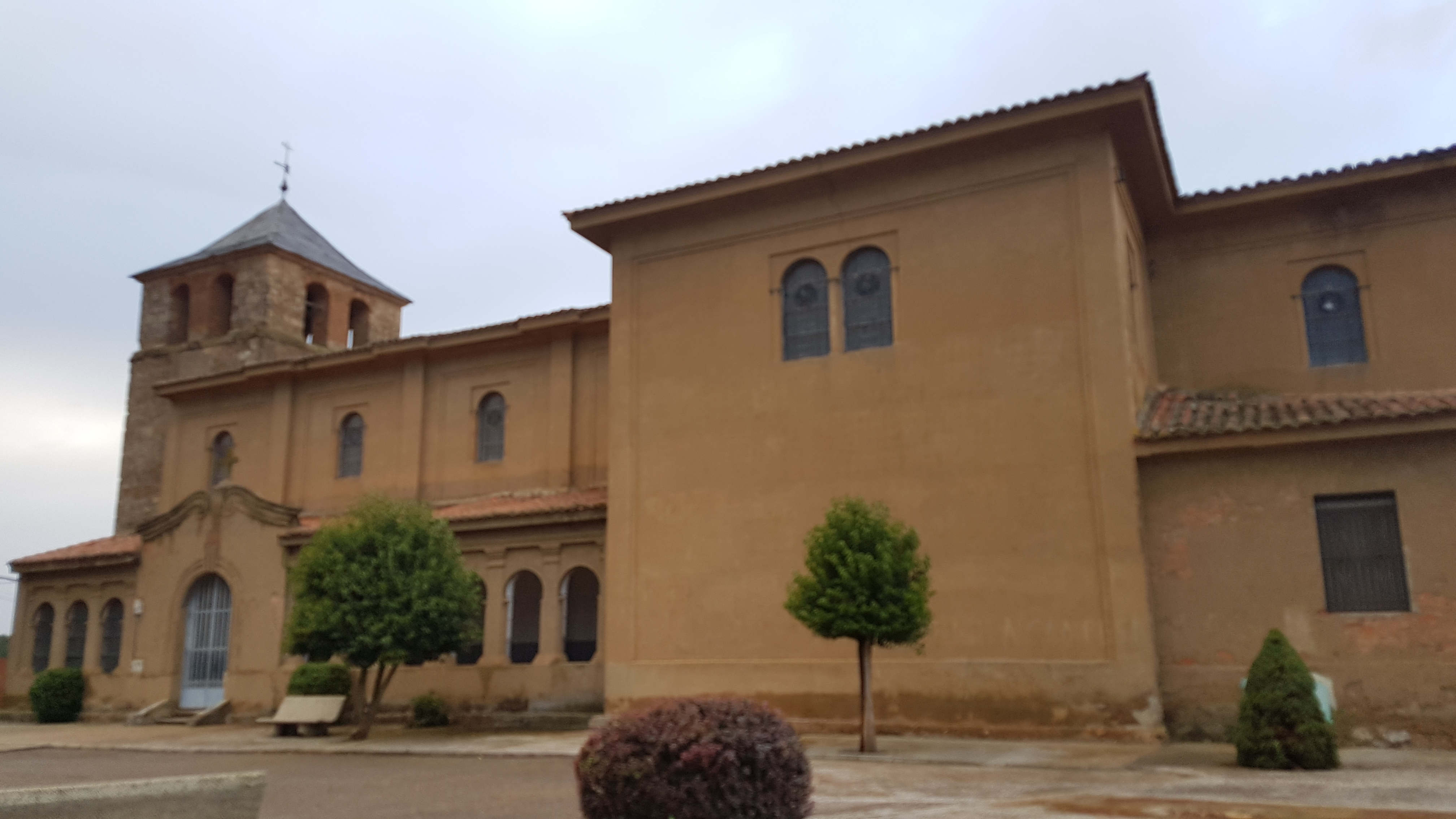
Kirche Verkündigung des Herrn
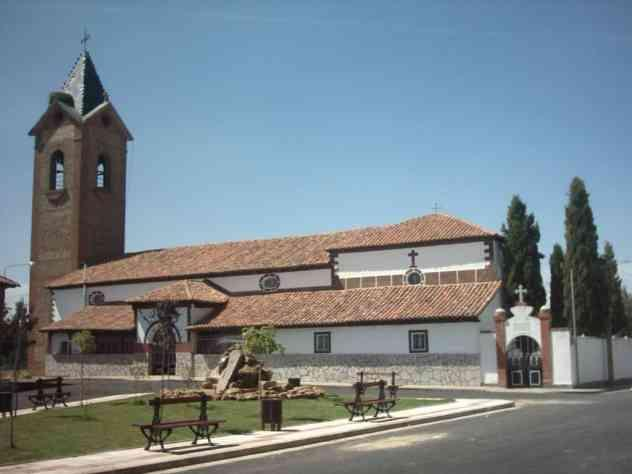
Kirche von Villacelama
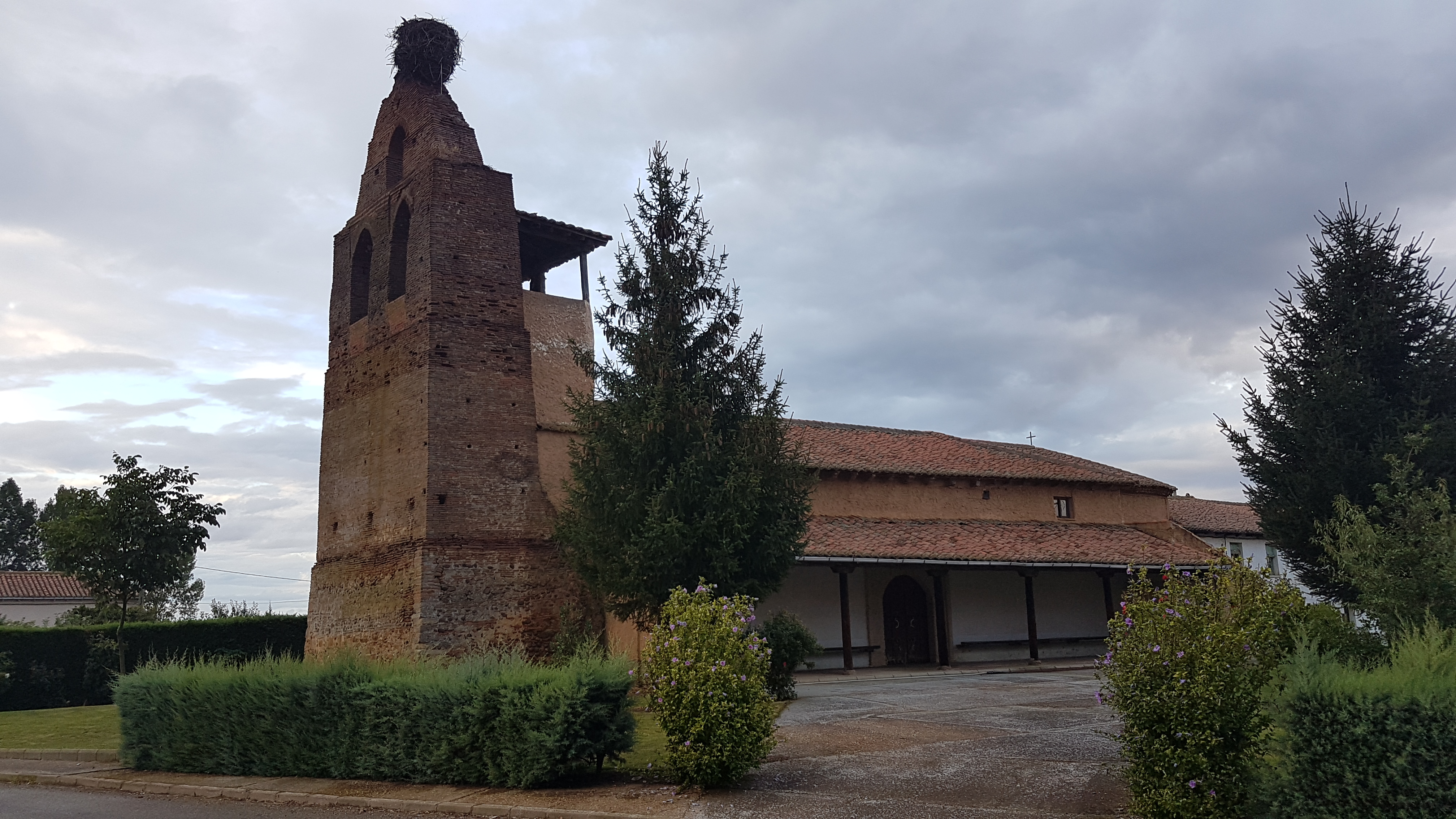
Johannes-der-Täufer-Kirche